# Seija Hyytiäinen
Seija Hyytiäinen (ur. w 1962) – fińska biathlonistka, brązowa medalistka mistrzostw świata.

## Kariera
W Pucharze Świata zadebiutowała 21 stycznia 1988 roku w Anterselvie, gdzie zajęła 10. miejsce w sprincie. Dwukrotnie stawała na podium zawodów indywidualnych tego cyklu: 4 marca 1989 roku w Hämeenlinna i 19 stycznia 1990 roku w Anterselvie była trzecia w sprincie. W pierwszych zawodach wyprzedziły ją dwie reprezentantki ZSRR: Jelena Gołowina i Natalja Prikazczikowa, a w drugich Jiřina Pelcová z Czechosłowacji i Swietłana Paniutina z ZSRR. Najlepsze wyniki osiągnęła w sezonie 1989/1990, kiedy zajęła 18. miejsce w klasyfikacji generalnej.
W 1988 roku wystąpiła na mistrzostwach świata w Chamonix, gdzie zajęła 38. miejsce w biegu indywidualnym i 33. miejsce w sprincie. Indywidualnie najwyższą lokatę wywalczyła podczas mistrzostw świata w Lahti w 1991 roku, gdzie była czternasta w biegu indywidualnym. Ponadto na mistrzostwach świata w Mińsku/Oslo w 1990 roku wspólnie z wspólnie z Tuiją Vuoksialą i Pirjo Aalto zdobyła brązowy medal w sztafecie. Nigdy nie wystartowała na igrzyskach olimpijskich.

## Osiągnięcia

### Mistrzostwa świata
| Rok  | Miejscowość | Konkurencje | Konkurencje | Konkurencje | Konkurencje | Konkurencje | Konkurencje | Konkurencje |
| Rok  | Miejscowość | IN          | SP          | PU          | MS          | RL          | MR          | SR          |
| ---- | ----------- | ----------- | ----------- | ----------- | ----------- | ----------- | ----------- | ----------- |
| 1988 | Chamonix    | 38.         | 33.         | nd.         | nd.         | –           | nd.         | –           |
| 1989 | Feistritz   | –           | 29.         | nd.         | nd.         | –           | nd.         | –           |
| 1990 | Mińsk/Oslo  | 29.         | 24.         | nd.         | nd.         | 3.          | nd.         | –           |
| 1991 | Lahti       | 14.         | 21.         | nd.         | nd.         | 8.          | nd.         | –           |
| 1993 | Borowec     | –           | –           | nd.         | nd.         | 10.         | nd.         | –           |

### Puchar Świata

#### Miejsca w klasyfikacji generalnej
| Sezon     | Miejsce |
| --------- | ------- |
| 1987/1988 | 18.     |
| 1988/1989 | 26.     |
| 1989/1990 | 18.     |
| 1990/1991 | 23.     |
| 1991/1992 | 34.     |
| 1992/1993 | 69.     |

#### Miejsca na podium chronologicznie
| Lp. | Dzień       | Rok  | Miejscowość | Konkurencja      | Lokata | Pudła | Czas biegu | Strata | Zwycięzca       |
| --- | ----------- | ---- | ----------- | ---------------- | ------ | ----- | ---------- | ------ | --------------- |
| 1.  | 4 marca     | 1989 | Hämeenlinna | Sprint na 7,5 km | 3.     | 1+0   | 33:16,8    | +28,9  | Jelena Gołowina |
| 2.  | 19 stycznia | 1990 | Anterselva  | Sprint na 7,5 km | 3.     | ?     | ?          | ?      | Jiřina Pelcová  |